# Na Moon-hee
Na Moon-hee (ur. 30 listopada 1941 w Pekinie) – południowokoreańska aktorka filmowa, teatralna, telewizyjna i głosowa.

## Wybrana Filmografia
- 1995: Baram-eun Buleodo jako Mama Jo Jonga
- 2001: Mari iyagi jako Babcia Namoo (Głos)
- 2009: Matka jako Moon Ah-jung
- 2014: Soo-sang-han Geun-yeo jako Mal-soon Oh
- 2015: Manyeoeui seong
- 2016: Dear My Friends jako Jeong-ah Moon
- 2017: I Can Speak jako Na Ok-boon